# 片山神社 (亀山市)

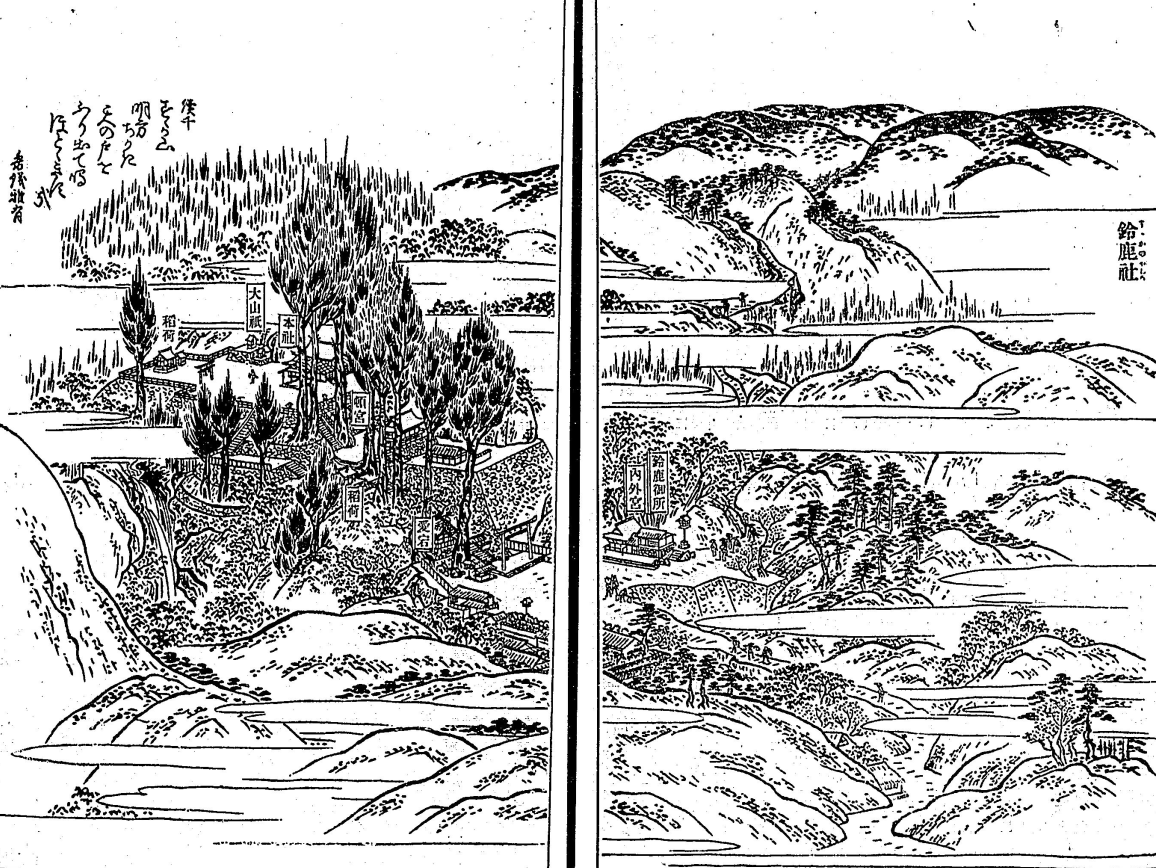
東海道名所図会「鈴鹿社」

片山神社（かたやまじんじゃ）は三重県亀山市関町坂下にある神社である。式内社。

## 概要
滋賀県と三重県の県境にあたる国道1号の鈴鹿トンネル上に位置し、伊勢湾へと流れる鈴鹿川や琵琶湖へと流れる田村川を眺望できる鈴鹿峠にある。
付近は豊かな水に恵まれた聖地であり、伊勢神宮へと向かう斎王が逗留して禊を行った鈴鹿禊の地で、後に巫覡の徒が祓えを行う神聖な地ともなった。
境内には「鈴鹿流薙刀術発生之地」碑と孝子万吉顕彰碑が建てられている。

## 祭神
神
- 倭比売命

配祀
- 瀬織津比売神
- 気吹戸主神
- 速佐須良比売神
- 坂上田村麿
- 天照大神
- 速須佐之男命
- 市杵島姫命
- 大山津見神

## 歴史

### 創建
創建年代は不詳。元は鈴鹿峠の東側に位置する三子山（鈴鹿嶽、武名嶽、高幡嶽）を神体山として中央の峰に瀬織津姫、左右の峰にそれぞれ伊吹戸主と速佐須良姫の3神が祭祀されていたが、火災により鈴鹿頓宮古宮へと遷された。その後もたびたびの火災に奉遷を繰り返すと倭姫命を祀る鈴鹿社と4神合わせて1社となり、坂上田村麻呂以下5柱を追加して祀る。永仁2年（1294年）に現在の多津加美坂の地へと遷座され、鈴鹿姫を祀る神社として坂下宿の氏神となった。明治40年（1907年）に鈴鹿峠の鏡岩付近の田村神社が合祀されて現在の形となる。

### 概史
鈴鹿山は伊勢国と近江国の国境に位置していたことから、古代から交通の要衝であった。そのため鈴鹿峠では鬼や盗賊に関する伝説が多く残されている。平安時代末期には『宝物集』に鈴鹿山の立烏帽子の名前が見られ、鈴鹿の地に伝えられる昔話では坂上田村麻呂が立烏帽子討伐を命じられたものの夫婦となり、二人が亡くなった後に鈴鹿峠の里の人々が立烏帽子を鈴鹿御前として祀り、田村麻呂を田村堂に祀ったという。
奈良絵本『すずか』には、鈴鹿の立烏帽子は鈴鹿の権現といわれ、東海道の守護神となって往来の旅人の身に代わって守り、この道を行く人はその身の災難を免れるという一文がある。鈴鹿峠の付近では祭祀用の小皿も多く出土していることから、峠を往来する旅人によって旅の安全を祈願して手向けられた峠神祭祀の遺跡と推定され、道祖神の性格を持っていたことが窺える。京都祇園祭の山鉾「鈴鹿山」では鈴鹿権現（瀬織津姫尊）を祀り、金の烏帽子に大長刀を持つ女人の姿であらわしている。
鈴鹿峠の鏡岩(鏡石)は磐座として京と丹波の境に位置する愛宕山の勝軍地蔵菩薩同様に、鏡岩に田村将軍を祀ることで将軍地蔵とみなして、鈴鹿権現と一対になった塞の神信仰が古くから存在していた。この信仰が後に坂上田村麻呂伝説としてお伽草子『鈴鹿の草子』『立烏帽子』や奥浄瑠璃『田村三代記』で田村将軍と鈴鹿御前を夫婦とした鬼神退治の物語へと繋がったと考えられる。
『神道集』に「加若殿の父母も神道の法を授かり、伊賀国三宮の鈴鹿大明神と成った」と記述があるが、伊賀国三宮は波多岐神社とされるため伊勢国三宮の誤表記ではないかとされる。
江戸時代に刊行された『伊勢参宮名所図会』の「鈴鹿山」には、鈴鹿峠の鏡岩を挟んで伊勢側に鈴鹿神社が、近江側に田村明神が描かれている。「鈴鹿神社には片山神社、縣主の神社といった別名があった」と解説文に書かれている。
田村神社旧跡と彫られた石柱には明治40年（1907年）に片山神社に合祀されたとあり、江戸時代に田村明神と称されていた田村神社は片山神社に合祀されていることがわかる。
平成11年（1999年）、放火により本殿を焼失。

## 名所・旧跡
- 鈴鹿山の鏡岩 （鏡石、鏡肌）
鈴鹿山の山頂にある巨岩。三重県指定天然記念物。
- 田村神社旧跡 （田村祠、田村明神）
坂上田村麻呂が弓箭を納めたところに文室綿麻呂が祠を建てたという[注 5]。
- 鈴鹿峠の峠神祭祀遺跡